# Parti du futur du Japon
Pour les articles homonymes, voir JFP.
Le Parti du futur du Japon ou PFJ (日本未来の党, Nippon Mirai no Tō), abrégé en japonais en Mirai-no-tō (未来の党), en anglais Japan Future Party ou JFP, était un parti politique japonais social-libéral et environnementaliste classé au centre gauche, fondé le 28 novembre 2012 par Yukiko Kada, gouverneur de la préfecture de Shiga et ancienne sociologue environnementale ayant milité au Parti social-démocrate (PSD). Le parti présente une plateforme nettement anti-nucléaire, en vue des élections législatives de 2012. Il a été rejoint dès sa formation par 61 députés et 12 conseillers, une grande partie d'entre eux provenant du mouvement Priorité à la vie du peuple (PVP) d'Ichirō Ozawa et tous étant des dissidents de la majorité PDJ-Nouveau Parti du peuple-PSD arrivée au pouvoir en 2009. Ayant réalisé une contre-performance aux élections législatives du 16 décembre 2012, en ne gagnant que neuf députés, il perd vite la plupart de sa représentation parlementaire : Ichirō Ozawa et ses partisans (soit 7 représentants et les 8 conseillers restant) partent créer le Parti de la vie (PDV) le 27 décembre et officialisent leurs départs du PFJ le lendemain, et Shizuka Kamei rejoint alors le Vent vert. L'ancienne sociale-démocrate Tomoko Abe reste alors pendant un jour la seule élue au sein de la Diète du PFJ, qui se dissout toutefois immédiatement en tant que parti politique.

## Formation

### La « déclaration Biwako »
Le 27 novembre 2012, Yukiko Kada prononce un discours devant le Biwako, le plus vaste lac du Japon situé au cœur de sa préfecture de Shiga, en compagnie de Tetsunari Iida, une figure nationale de la promotion des énergies renouvelables et un ancien collaborateur de Tōru Hashimoto, annonçant la création d'un nouveau parti en course pour les élections législatives du 16 décembre suivant. Cette « déclaration Biwako » (びわこ宣言, Biwako sengen) vise alors à rassembler les forces favorables à une sortie du nucléaire civil rapide, en réaction à l'accident nucléaire de Fukushima de 2011. Elle déclare à ce sujet : « Le plus important risque d'un autre accident nucléaire se trouve dans la zone de la baie de Wakasa de la préfecture de Fukui, qui est proche de la préfecture de Shiga et du lac Biwa et où il y a une grande concentration de centrales atomiques vieillissantes. Le lac Biwa fournit de l'eau potable à 14,5 millions de personnes, et si moi, en tant que gouverneur, je n'envoie pas un message au gouvernement central, j'aurai déçu ceux qui m'ont fait confiance pour avoir protégé le lac Biwa ».
Kada et Iida positionnent immédiatement leur formation en opposition à l'Association pour la restauration du Japon (ARJ, ou Nippon Ishin no kai), créée plus tôt par une autre figure politique locale du Kansai, le maire d'Ōsaka Tōru Hashimoto, positionné à droite sur l'échiquier politique japonais. Celui-ci avait aussi fait de la sortie du nucléaire civil un de ses chevaux de bataille avant de devoir abandonner cette position pour permettre la fusion avec le Parti de l'aube de l'ancien gouverneur de Tokyo, Shintarō Ishihara, pour sa part nettement favorable à l'énergie nucléaire. Concernant Hashimoto, Ishihara et leur parti, Yukiko Kada déclare : « Il y a deux différences entre mon parti et le Nippon Ishin. Premièrement, le Nippon Ishin est basé en milieu urbain, à Ōsaka et à Tokyo, alors que je suis implantée à Shiga, une région plus rurale avec des intérêts différents. Deuxièmement vient l'importance du rôle donné aux femmes et aux enfants dans notre plateforme ».

### Une « troisième force » nationale
Mais c'est véritablement le ralliement d'autres petites formations de création récente, emmenées par d'autres figures politiques locales ou nationales et aux positions politiques proches, qui donne au PFJ la base parlementaire nécessaire à sa reconnaissance officielle comme un parti politique (et même le troisième du pays, en nombre de représentants et de conseillers lors de sa création officielle, le 28 novembre 2012). Il s'agit de :
- Priorité à la vie du peuple (PVP, 48 députés et 12 conseillers lors de sa dissolution annoncée le 27 novembre 2012) d'Ichirō Ozawa : ce parti avait été créé le 11 juillet 2012 par 37 députés et 12 conseillers ayant quitté le PDJ au pouvoir, à la suite du vote à la Chambre des représentants d'une réforme fiscale et de la sécurité sociale préparée par les Premiers ministres démocrates successifs Naoto Kan puis Yoshihiko Noda et prévoyant surtout un doublement progressif de la taxe sur la consommation. Le PVP, dont le nom reprend le slogan de campagne du PDJ en 2009, dit vouloir revenir aux principes du programme électoral des précédentes législatives (plusieurs promesses ayant dû être abandonnées depuis, notamment la gratuité des péages autoroutiers, le gel de certains grands travaux ou le déménagement de la base américaine de Futenma hors de la préfecture d'Okinawa voire hors du Japon) et former une coalition nouvelle sur le modèle de L'Olivier Italien des années 1990. Le PVP absorbe le 15 novembre 2012 le Parti ''Kizuna'', créé le 30 décembre 2011 par neuf députés du PDJ opposés aux projets du gouvernement Noda de rejoindre les négociations du partenariat économique stratégique trans-Pacifique (ou Trans-Pacific Strategic Economic Partnership dit TPP, projet de zone de libre-échange intégrée autour de l'océan Pacifique) et d'augmenter la taxe sur la consommation. Enfin s'y étaient ajoutés les 20 et 21 novembre 2012 deux autres députés dissidents démocrates, Takatane Kiuchi (9e district de Tōkyō) et Osamu Nakagawa (18e de la préfecture d'Ōsaka). Ichirō Ozawa, ancien président du PDJ de 2006 à 2009 et considéré comme l'un des principaux artisans de la victoire des élections législatives de 2009, surnommé le « Shōgun de l'ombre » pour son influence jugée forte sur le processus de décision politique sans avoir à être ministre ou président de parti (surnom surtout porté entre 1993 et 1994 et de 2009 à 2010) ou encore le « Destroyer » pour avoir participé à la création puis présidé à la dissolution de quatre parti depuis 1993 (le Shinseitō de 1993 à 1994, le Shinshintō de 1994 à 1997, le Parti libéral de 1998 à 2003 et finalement le PVP en 2012), était le principal opposant interne à Naoto Kan puis Yoshihiko Noda au sein du PDJ depuis 2010. Ayant le soutien de nombreux nouveaux députés élus en 2009 et une assises politique plus que forte dans la préfecture d'Iwate (étant lui-même le député du 4e district de ce département, le gouverneur, Takuya Tasso, est un proche et 4 autres parlementaires du PVP sont issus de ce parti : un député sur les trois autres titulaires de circonscription, un autre député pour sa part élu à la proportionnelle, un des deux conseillers élus au vote unique non transférable et un autre membre de la chambre haute élu à la proportionnelle nationale), il dispose néanmoins d'une image controversée au sein de l'opinion publique japonaise en raison de son influence jugée occulte et de quelques affaires politico-financières qui ont touché son organisation de financement politique (ce qui lui a valu une mise en examen en 2011, pour être finalement acquitté en première instance puis en appel en 2012). Beaucoup d'observateurs ou de médias se demandent si Ozawa, bien qu'il n'en ait pas pris la présidence qu'il laisse à Yukiko Kada et malgré la présence d'autres personnalités politiques fortes, n'est pas devenu le nouveau dirigeant de facto du PFJ[5],[6].
- Genzei Nippon - Parti anti-TPP, anti-nucléaire (9 députés à sa disparition) : parti créé quelques jours seulement avant sa disparition dans le PFJ, plus exactement le 22 novembre 2012, dans l'une des étapes des tentatives de repositionnement politiques menées par les petits partis de la Diète dans le but d'aboutir à la constitution d'une « troisième force » ou d'un « troisième pôle » (第三極, Daisan kikku?) capable de concurrencer le Parti libéral-démocrate (PLD, centre droit, au pouvoir de sa création en 1955 à 1993 et de 1994 à 2009 et principale force d'opposition depuis 2009) et le PDJ. Il est né de la fusion de deux mouvements et a été rallié par la suite par un neuvième député :
  - le Genzei Nippon, ou littéralement « moins d'impôt au Japon » (6 députés au moment de sa dissolution) : créé le 26 avril 2010 par le maire de Nagoya, et ancien député sous les couleurs du PDJ, Takashi Kawamura, en association avec d'autres élus locaux de la préfecture d'Aichi initialement, afin de relayer sa politique de tendance conservatrice sur le plan fiscal (baisse des impôts, directs ou indirects, et baisse des dépenses) et populiste. Un député jusqu'ici libéral-démocrate, Hideaki Ōmura, le rejoint et se fait élire sous cette étiquette gouverneur de la préfecture d'Aichi le 20 janvier 2011 avec 49,2 % des suffrages exprimés contre des candidats soutenus par les grands partis nationaux. Par la suite, Genzei Nippon voit les ralliements de plusieurs députés issus du PDJ au fur et à mesure que le projet de hausse de la taxe sur la consommation se précise : la première est, le 13 mai 2011, Yūko Satō (1er district de la préfecture d'Aichi) ; Kōki Kobayashi (bloc proportionnel de Tōkyō, ancien député PLD du 10e district de 1996 à 2005, « rebelle postal » ayant rejoint le NPP en 2005 puis le PDJ en 2009) et Toshiaki Koizumi (3e district de la préfecture d'Ibaraki) le 17 août 2012 ; Atsushi Kumada (1er district de la préfecture d'Ōsaka) et Tomohiko Mizuno (bloc proportionnel du Sud-Kantō) le 30 octobre 2012 ; Ben Hashimoto (bloc proportionnel du Tōkai, implanté dans le 2e district de la préfecture de Gifu) le 20 novembre 2012. Le Genzei Nippon a d'abord envisagé de s'allier avec le Parti de l'aube (PDA) de Shintarō Ishihara, mais ce rapprochement a finalement été rendu impossible par la fusion de ce dernier dans l'Association pour la restauration du Japon le 17 novembre 2012.
  - le Parti anti-TPP, anti-nucléaire, pour le gel de la hausse de la taxe sur la consommation (créé le 19 novembre 2012), au programme explicite, comprenait deux députés, tous d'eux d'ancien ministres issus de la majorité en place. Tout d'abord, Masahiko Yamada (3e district de la préfecture de Nagasaki), ancien ministre de l'agriculture en 2010 et ferme opposant à l'adhésion du Japon aux négociations du TPP, ce pourquoi il a quitté le PDJ le 15 novembre 2012 (Yoshihiko Noda, qui vient à cette époque de faire connaître son intention de dissoudre la Chambre des représentants, a annoncé l'intégration de ce projet dans le programme législatif de son parti). Ensuite, Shizuka Kamei (6e district de la préfecture de Hiroshima), ancien poids lourd du PLD jusqu'en 2005, un des principaux opposants internes à Jun'ichirō Koizumi entre 2001 et 2005 et l'un des chefs de file des « rebelles postaux » (opposants au projet de privatisation de la poste japonaise proposée par Jun'ichirō Koizumi) en 2005, il a participé alors à la création du Nouveau Parti du peuple (NPP) qu'il a présidé de 2009 à 2012, a été ministre des services financiers (défendant alors plus de régulation des marchés et du système bancaire) et de la réforme postale (préparant la révision du projet de privatisation) de 2009 à 2012. Il a quitté le NPP, et la majorité, le 6 avril 2012, par opposition à la hausse de la taxe sur la consommation.
  - Tairō Hirayama (13e district de Tōkyō) rejoint ce parti le 26 novembre 2012. Élu pour la première fois en 2009 sous les couleurs du PDJ, il le quitte le 11 juillet 2012 par opposition au vote de la hausse de la taxe sur la consommation mais reste dans un premier temps dans la majorité en s'associant au groupe parlementaire du NPP, puis en adhérant à ce mouvement de manière éphémère d'octobre à novembre 2012.
- les 3 députés du Vent vert : Eriko Fukuda (2e district de la préfecture de Nagasaki), Makoto Yamazaki (bloc proportionnel du Sud-Kantō, implanté dans le 8e district de la préfecture de Kanagawa) et Akihiro Hatsushika (16e district de Tōkyō), qui ont quitté le PDJ le jour de la dissolution de la Chambre des représentants le 16 novembre 2012. Le Vent vert, de tendance environnementaliste et féministe, a été créé à l'origine comme un groupe parlementaire à la chambre haute par quatre conseillère, dont trois ayant quitté le PDJ le 17 juillet 2012 (Yasue Funayama, Kuniko Koda et Kuniko Tanioka) et une issue du NPP (Akiko Kamei). Après le ralliement des trois députés en novembre, le Vent vert passe le seuil des cinq parlementaires qui lui permet d'être reconnu comme un parti politique au regard de la loi, mais de courte durée. Les quatre conseillères à l'origine du mouvement ont refusé de rejoindre le PFJ, malgré la forte proximité de leurs programmes respectifs, en justifiant cette décision car : « Nous avons établi notre parti parce que nous voulions changer la façon traditionnelle et non-démocratique de prendre des décisions à Nagata-chō[7], le centre politique de la Nation, où "dès qu'un chef décide, les autres se contentent de suivre" »[5].
- Tomoko Abe (ja)  (bloc proportionnel du Sud-Kantō, implantée dans le 12e district de la préfecture de Kanagawa) : députée depuis 2000, toujours élue à la proportionnelle et battue au vote majoritaire, elle était membre du PSD dont elle fut la présidente du Conseil de recherche politique (organe présent dans la plupart des exécutifs politiques au Japon, chargé de la réflexion sur l'élaboration des programmes et positionnements) de 2003 à 2012, elle s'est fait connaître durant sa carrière parlementaire pour ses positions en faveur d'une amélioration de la place des femmes dans la société, une réforme du système de répartition des médecins (tout particulièrement des pédiatres, étant elle-même issue de cette profession), de la lutte contre la dénatalité ou pour l'abandon du nucléaire au profit des énergies renouvelables. Elle est ainsi l'une des fondatrices du « conseil du zéro nucléaire », un groupe interparlementaire de lobbying sur cette question, avec, entre autres, le démocrate Shōichi Kondō (vice-ministre de l'Environnement à partir de 2010), Tarō Kōno (un des principaux représentants de l'aile gauche du PLD), Kōichi Yamauchi (ja)  (président du Comité des affaires de la Diète de Votre Parti) ou Shūichi Katō (conseiller du Nouveau Kōmeitō, ancien vice-ministre de l'Environnement de 2003 à 2004). Opposante interne à la présidente Mizuho Fukushima de plus en plus affirmée à partir de 2010 (elle s'est opposé à cette époque à la sortie de la coalition menée par le PDJ), elle a tenté, sans succès, de se présenter contre elle à la présidence du PSD en janvier 2012, ne réussissant pas à réunir les quatre parrainages nécessaires pour se porter candidat selon les statuts du parti (en notant qu'à ce moment, le PSD ne comptait que dix parlementaires)[8]. Elle exprime sa volonté de quitter le PSD le 15 novembre 2012, ce qui est effectif le 23 novembre suivant.

Puis, le 30 novembre 2012, le député Megumu Tsuji, suspendu pour deux mois du PDJ en août 2012 pour avoir voté contre la hausse de la taxe sur la consommation, annonce quitter le Parti démocrate pour se représenter dans son 17e district de la préfecture d'Osaka sous les couleurs du Parti du futur du Japon.

## Principes directeurs
Les principes directeurs du parti sont annoncés au moment de sa création par Yukiko Kada dans la « déclaration Biwako » du 27 novembre 2012 : 
- sortie du nucléaire civil (d'ici les années 2020)[10] et promotion des énergies renouvelables : « Pour une société fondée sur les énergies renouvelables et sans centrale nucléaire » : 
  - « déclarer TEPCO en banqueroute » pour placer le processus de contrôle de Fukushima directement sous la responsabilité de l'État,
  - la fermeture définitive de l'usine nucléaire de Rokkasho et du réacteur de recherche de Monju, « le plus haut niveau mondial de réglementation de sécurité », l'interdiction et l'abandon de toute nouvelle construction de réacteur (notamment de celui d'Ōma dans la préfecture d'Aomori), la mise en place d'un « programme de fin du nucléaire » pour la gestion du volume total de combustible nucléaire déjà utilisé,
  - « déploiement de contre-mesures économiques et pour l'emploi pour faire face à l'évolution vers zéro de l'industrie nucléaire », « définir le programme d'arrêt des centrales sans créer de confusion dans la vie des populations et dans l'économie »,
  - réforme du secteur de la production et de la distribution électriques pour permettre « une juste concurrence » et la promotion d'un système de souveraineté régionale en matière énergétique,
  - « promouvoir de manière déterminée les énergies renouvelables et la conservation énergétique », réduire la dépendance du Japon vis-à-vis du pétrole et du charbon, promouvoir le développement économique et la création d'emploi dans les régions.
- féminisme et politiques pour l'enfance et la jeunesse : « Pour la participation de toute la société - Faire ressortir politiquement à leur juste place la majorité silencieuse des femmes et des enfants » : 
  - mettre en place une allocation annuelle aux familles de 312 000 yens (soit 26 000 yens par mois, ce qui était prévu dans le programme du PDJ en 2009 et qui n'a pu être établi finalement qu'à la moitié de ce montant à partir de l'année fiscale 2010) pour chaque enfant scolarisé jusqu'au collège, en y incluant un système de coupon appelé « ticket de soutien à l'éducation familiale » (「子育て応援券」, Kōdate ōenken?),
  - « créer une société où faire des enfants et se marier ne seraient pas un frein à la carrière professionnelle des femmes »,
  - « améliorer les conditions de l'éducation familiale pour que les parents n'abandonnent pas leurs obligations ou ne s'occupent pas mal de leurs enfants »,
  - « rendre obligatoire que les parents voire les enfants décident au moment du divorce ou de la séparation d'un programme d'éducation partagée »,
  - « créer une société qui permettent que la famille, l'école et les collectivités locales soient associées dans l'"éducation des enfants" et la "croissance des enfants" »,
  - maintenir la gratuité des inscriptions au lycée mise en place par le PDJ à partir de l'année fiscale 2010,
  - « mener une "éducation du cœur" (心の教育, Kokoro no kyōiku?) au primaire et au collège pour éradiquer l’ijime »,
  - réviser la loi pour imposer des « charges criminelles pour violences conjugales ».
- social-libéralisme et État-providence en matière sociale et de politique d'emploi : « Pour une société qui se sent en sûreté et en sécurité » :
  - promouvoir le travail partagé, « pour la création d'une société qui puisse équilibrer travail et maison », « arriver au plein emploi »,
  - « développer une génération d'emplois basée sur un secteur primaire dynamisé par les compensations versées dans les revenus personnels (une autre promesse de 2009 du PDJ), sur la promotion d'une industrie durable en utilisant les ressources en biomasse telles que le bois et sur les secteurs liés à l'éducation, des soins médicaux, du bien-être et de l'enseignement »,
  - « promouvoir la formation professionnelle et le développement des ressources humaines des jeunes générations »,
  - encourager la transformation de l'intérim en travail à temps plein, développer un cadre de travail « serein »,
  - « unifier le système de retraite avec la mise en place d'un système d'une retraite proportionnelle aux revenus et d'une retraite minimale garantie financée par l'impôt »,
  - « enrichir le système de soins par le renforcement du système d'aide aux soins à domicile et des soins complets dans les régions »,
  - « adhérer à une assurance santé universelle », « tendre vers l'unification du système d'assurance maladie »,
  - « abolir le système des soins médicaux des personnes âgées en fin de vie »,
- baisse des impôts et réformisme budgétaire : « Restauration des budgets des ménages - Geler la loi d'augmentation de la taxe sur la consommation » :
  - « permettre de trouver les ressources financières requises par une réforme de la souveraineté locale, une réforme administrative et financière et une réforme politique incluant une révision complète des comptes spéciaux »,
  - « remédier aux défauts de l'actuelle taxe sur la consommation concernant les gains ou pertes fiscales selon les différents types d'entreprise ou d'industrie ».
- réformisme administratif, libéralisme politique et décentralisation : « Poursuite des réformes de la justice et du gouvernement - Pour une société donnant le rôle-titre aux régions » :
  - « conduire une réforme de la fonction publique pour pouvoir arriver à un leadership politique »,
  - « éliminer les prises d'intérêts par l'abolition des mauvaises pratiques dans les relations entre entreprises et gouvernement et l'interdiction totale le l’amakudari »,
  - « transférer à l'échelle locale, comme des financements autonomes, les principes des dépenses politiques et des subventions gouvernementales »,
  - « transférer à des unions régionales les bureaux et offices décentralisés de l'État »,
  - « prendre des mesures urgentes pour arrêter la violation des droits du peuple par la bureaucratie judiciaire »,
  - « installer à la Diète une commission neutre pour traiter les plaintes contre l'administration judiciaire ou gouvernementale ».
- en matière de politique étrangère, une position proche du souverainisme et de l'idée de « nation ordinaire » définie par Ichirō Ozawa dans les années 1990 tout en respectant les principes pacifistes de la Constitution du Japon : « Pour un plein exercice des droits d'un État souverain - Développer une diplomatie de la dignité, de protection du système de santé et de sécurité alimentaire » :
  - « promouvoir activement un libre-échange basé sur les accords de libre-échange et les accords de partenariat économique », négociés bilatéralement, et donc un rejet sous-entendu du TPP qui implique un marché commun intégré,
  - rechercher un taux d'autosuffisance alimentaire de 50 %,
  - « accentuer la diplomatie est-asiatique, jouer un rôle de régulateur pour la paix en Asie »,
  - « promouvoir la participation à des opérations de maintien de la paix des Nations unies par l'introduction de garanties dans la loi fondamentale de sécurité »,
  - « établir une version japonaise du NSC pouvant faire face aussi bien aux catastrophes qu'au terrorisme »,
  - « assurer une durabilité énergétique par une diplomatie de diversification des ressources »,
  - « interdire la pratique de ramener de force au pays les enfants, par la ratification rapide de la Convention de La Haye pour se débarrasser du stigmate d'être le "Pays de l'enlèvement" ».